# محمد بسته‌نگار

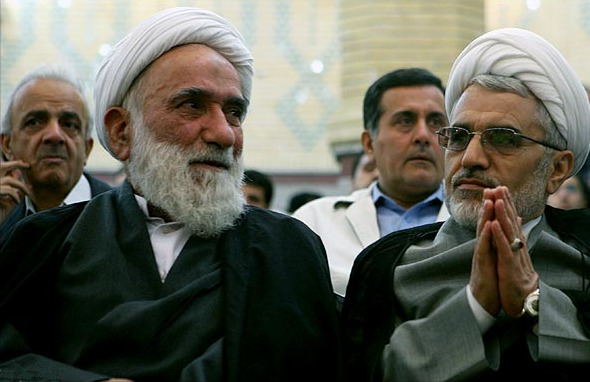
دهمین کنگره حزب مشارکت ایران اسلامی 4 آبان 1386 - محمد بسته نگار اولین نفر از سمت چپ

محمد بسته‌نگار (زاده ۱۳۲۰ – مرگ ۱۸ تیر ۱۳۹۷) سخنگوی شورای فعالان ملی مذهبی و از اعضای سابق جبهه ملی ایران و داماد آیت الله طالقانی (همسر طاهره  ، کوچکترین دختر آیت الله طالقانی) بود. 

## زندگی
محمد بسته‌نگار در سن ۱۸ سالگی با مسجد هدایت که در آن زمان محل فعالیت‌های سیاسی مذهبی و تبلیغی محمود طالقانی بود، آشنا شد و تحت تأثیر او قرار گرفت.
محمد بسته‌نگار در سال ۱۳۵۰ با طاهره طالقانی، دختر محمود طالقانی ازدواج کرد. پس از ازدواج با دختر محمود طالقانی که یکی از فعال‌ترین روحانیون آن سال‌ها بود، وی نیز فعالیت‌های سیاسی خود را شدت بخشید و در سال ۱۳۵۱ برای چهارمین بار به زندان رفت و یک سال دیگر را در زندان گذراند. بسته‌نگار پس از آزادی از زندان چهارم، به همکاری خود با مهدی بازرگان، محمود طالقانی و روحانیون انقلابی ادامه داد. این فعالیت‌ها تا روزهای انقلاب ۱۳۵۷ ادامه داشت.

## نهضت آزادی
محمد بسته‌نگار، پس از ورود یه دانشکده حقوق دانشگاه تهران در همان گام‌های نخست به عضویت انجمن اسلامی دانشجویان و جبهه ملی درآمد. بسته نگار در سال ۱۳۴۰ به عضویت نهضت آزادی درآمد و ۳ ماه بعد به همین دلیل به زندانی شد.

## زندان
وی در سال ۱۳۴۱ عضو شورای انجمن اسلامی دانشجویان شد و از این طریق با روحانیت قم ارتباط پیدا کرد. او مانند بسیاری از روشنفکران مذهبی تلاش می‌کرد تا مبارزات روحانیون قم را که بیشتر معطوف مسائل اصلاحات ارضی و آزادی زنان بود، به سوی مبارزه با استبداد و استعمار جلب کند. بسته نگار پس از ماجرای ۱۵ خرداد ۱۳۴۲ مجدداً به زندان رفت. اما فشار افکار عمومی بعد از اولین دادگاه نهضت آزادی، باعث شد تا دولت وقت، او را به همراه گروهی دیگر از زندانیان نهضت آزادی آزاد کند. این آزادی دیری نپایید، فعالیت وی ادامه داشت و همین موضوع باعث شد برای سومین بار دستگیرشده و این بار توسط دادگاه به چهار سال زندان محکوم شود. در این شرایط روح‌الله خمینی از کشور تبعید شده بود. تقریباً اکثر رهبران نهضت آزادی در زندان بودند. ساواک تعداد ۱۷ نفر از جمله محمد بسته نگار را به زندان دورافتاده برازجان که شرایطی سخت داشت، تبعید کرد. او در سال ۱۳۴۶ از زندان آزاد شد، اما از ادامه تحصیل در دانشگاه محروم شد. ظاهراً دولت به دانشجویان دستگیرشده گفته بود که اگر ندامتنامه‌ای بنویسند یا به همکاری با ساواک بپردازند، و از روح‌الله خمینی و محمد مصدق ابراز انزجار کنند، می‌توانند به دانشگاه برگردند و به تحصیل ادامه دهند. بسته نگار این شرایط را نپذیرفت، به همین دلیل نتوانست به تحصیلاتش در دانشگاه ادامه دهد و تنها پس از بهمن ۱۳۵۷ بود که تحصیلات دانشگاهی را ادامه داد.

## پس از انقلاب ۱۳۵۷
محمد بسته نگار، در روزهای انقلاب همراه با نهضت آزادی در بسیاری از فعالیت‌های انقلابی حاضر می‌شد. اما پس از اینکه دولت موقت توسط مهندس بازرگان تشکیل شد و بسیاری از همراهان او وارد دولت شدند، از ورود به حکومت و دولت اجتناب کرد و از سال ۱۳۵۸ فعالیت سیاسی خود را مستقل از هر گروه رسمی آغاز کرد. نام محمد بسته نگار را در بسیاری از اطلاعیه‌های همکیشان و همفکران ملی مذهبی او می‌توان دید، او در تمام این سالها در بزرگداشت محمود طالقانی و علی شریعتی و مهدی بازرگان همیشه حضور فعال داشته‌است. او برای بزرگداشت مراسم شریعتی از سال ۱۳۷۳ فعالیتی را در حسینیه ارشاد آغاز کرد که این برنامه از آن سال تا به امروز همواره برگزار می‌شود. محمد بسته نگار یکی از امضاکنندگان بیانیه ۹۰ امضائی بود که در سال ۱۳۶۹ صادر شد و پس از صدور آن بیانیه ۲۳ نفر از امضا کنندگان دستگیر و زندانی شدند. وی در روز عید فطر سال ۱۳۸۶ در حالی که مثل هر سال در ۶۰ سال گذشته تلاش می‌کرد تا مراسم نماز عیدفطر را بطور جداگانه و با شرکت گروهی از نیروهای ملی مذهبی برگزار کند، دستگیر شد.

## درگذشت
محمد بسته نگار در ۱۸ تیر۱۳۹۷ به دنبال چند سال بیماری کلیوی فوت کرد. روزنامه شرق به مناسبت درگذشت ایشان در مقاله ای، روایتی از روزگار یار آیت‌الله طالقانی، به بیان خاطراتی از ایشان پرداخته است.

## آثار
- مبانی دموکراسی و جامعه مدنی در حکومت علی (ع)
- حقوق بشر از منظر اندیشمندان
- اندیشه های سیاسی - اجتماعی مرحوم آیت الله طالقانی
- اندیشه های سیاسی - اجتماعی مهندس مهدی بازرگان
- اندیشه های سیاسی - اجتماعی مرحوم مهندس عزت الله سحابی و دکتر یدالله سحابی
- دموکراسی شورایی در جمهوری اسلامی ایران
- دکتر مصدق و حاکمیت ملت
- سیری در اندیشه حاکمیت در اسلام و ایران
- برخورد سنت و تجدد در ایران
- قیام امام حسین علیه اطاعت مطلقه بنی امیه
- حاکمیت مردم از دیدگاه اسلامی و قرآنی
- کودتای بنی امیه علیه حکومت مردمی امام حسن
- گردآوری و تدوین مقالات آیت‌الله سید ابوالفضل موسوی زنجانی
- گردآوری و تدوین مجموعه مقالات آیت‌الله طالقانی (مناره‌ای در کویر)[۷]